# Nacaduba azureus
Nacaduba azureus är en fjärilsart som beskrevs av Johannes Karl Max Röber 1886. Nacaduba azureus ingår i släktet Nacaduba och familjen juvelvingar. Inga underarter finns listade i Catalogue of Life.